# 西尾市立一色学びの館
西尾市立一色学びの館（にしおしりついっしきまなびのやかた）は、愛知県西尾市一色町にある公共施設。一色地域文化広場の核となる施設であり、図書館と資料館の機能を併せ持っている。1988年（昭和63年）11月に幡豆郡一色町の学びの館（まなびのやかた）として開館し、2011年（平成23年）4月1日の市町村合併を機に西尾市立一色学びの館に改称した。西尾市立図書館の分館である。2022年（令和4年）4月より株式会社エムアイシーグループが指定管理者として管理運営を行っている。

## 歴史

### 開館前

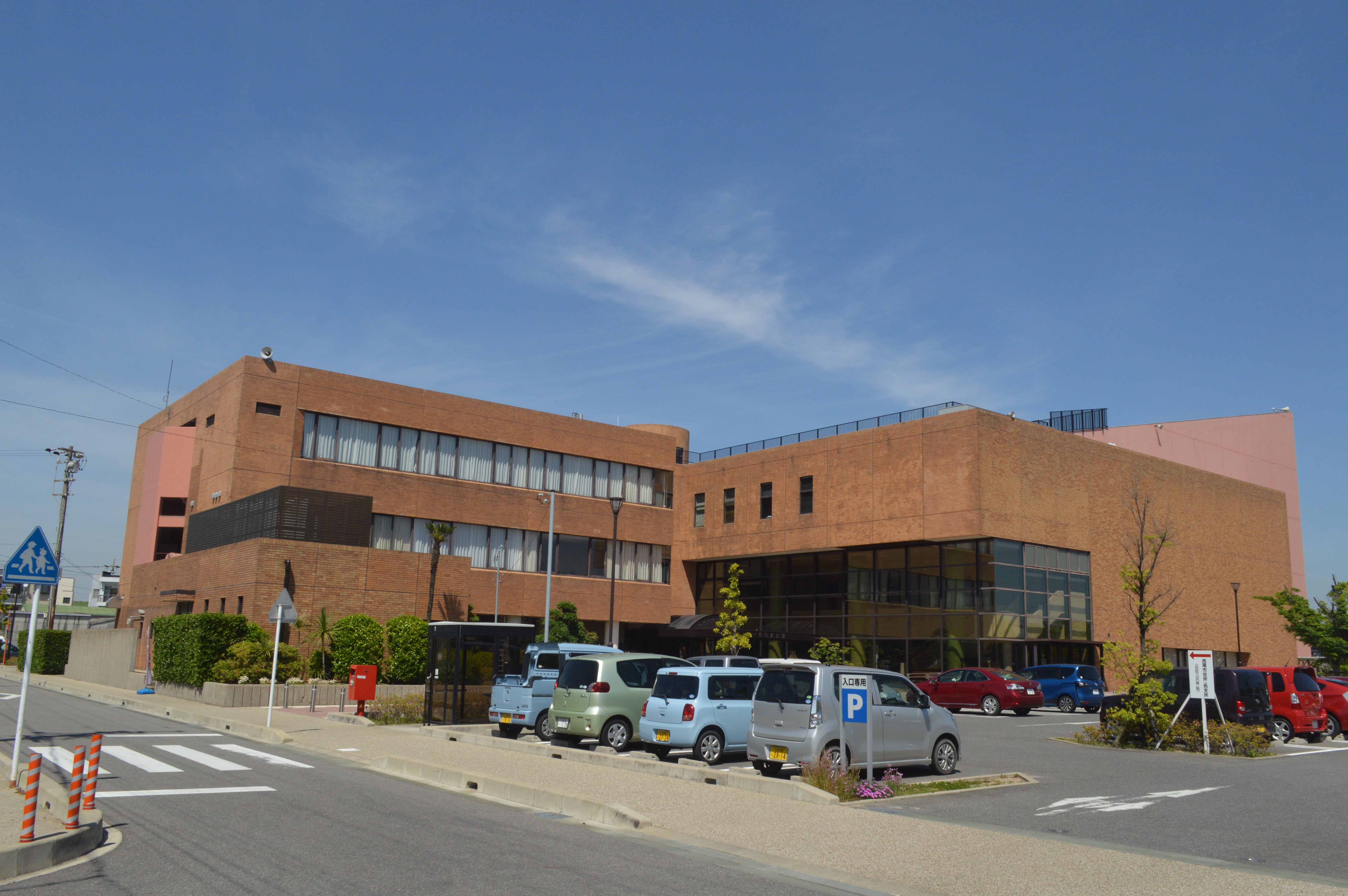
隣接地にある一色町公民館

1971年（昭和46年）4月には幡豆郡一色町に一色町勤労青少年ホームが開館し、館内にはホーム図書室が設けられた。図書館未設置時代には愛知県図書館の移動図書館車「いずみ号」も一色町を巡回している。
1978年（昭和53年）4月には一色町立一色中学校が坂田地区に移転した。これにともない、1980年度と1981年度の2か年事業として一色町公民館が建設されることとなった。1981年（昭和56年）11月1日には一色町公民館が開館し、同年12月には公民館図書室が一般に開放された。
1986年度（昭和61年度）には一色町公民館を含む敷地が、愛知県と一色町が共同で整備を進める一色地域文化広場に指定された。一色地域文化広場は総合的な文化広場であり、その敷地面積は約27,600m2と広大である。愛知県下の13の広域行政圏のうち、一色地域文化広場は11番目の複合的文化施設として整備されている。1986年（昭和61年）11月には一色町公民館の隣接地に一色町生きがい健康センターが着工され、1988年（昭和63年）11月8日に一色町生きがい健康センターが開館した。

### 学びの館(1988-2011)
1987年（昭和62年）7月8日には一色町公民館の隣接地に学びの館が着工され、1988年8月31日に完工、1988年11月8日に学びの館が開館した。なお、一色町公民館と一色町生きがい健康センターは一色町の事業として建設・整備されたが、一色学びの館は愛知県の事業として建設された。したがって総工費の5億8853万円は全額が県費である。学びの館の開館にともなって、一色町公民館図書室は閉室となっている。
1989年（平成元年）1月28日にはおはなし会を初開催し、同年2月1日には雑誌と紙芝居の貸出を開始した。段差の解消や案内などが高齢者への配慮が行き届いていると評価され、1992年度（平成4年度）には愛知県高齢化対策室による愛知県快適空間賞を受賞した。
1993年（平成5年）12月5日には開館5周年を記念したコンサートを開催した。同年4月15日には複製絵画の貸出を開始した。開館当初の開館時間は「9時-18時」だったが、1995年（平成7年）4月には「10時-18時」に変更されている。1996年（平成8年）3月には延べ入館者数が100万人を突破した。同年8月1日には貸出冊数を5冊から10冊に倍増させた。
2002年（平成14年）4月には開館時間が再び「9時-18時」に変更され、同年4月3日にはブックスタート事業を開始した。2005年（平成17年）4月1日には図書館部分の業務委託を開始した。2007年（平成19年）2月1日には幡豆郡三町図書館広域システムが開始され、吉良町の吉良町立図書館、幡豆町の幡豆町立図書館とオンラインで結ばれた。これにより、各図書館のウェブサイト上から他館の蔵書の検索や予約などが可能となった。蔵書数は3館で計30万冊。週1回の集配車による運搬回収と宅配便を併用する。

### 西尾市立一色学びの館(2011-)
2011年（平成23年）4月1日には旧西尾市・一色町・吉良町・幡豆町の1市3町が合併して新西尾市が発足し、学びの館は西尾市立一色学びの館に改称した。これを機に祝日の翌日も開館日とし、また展示室の開館時間を施設全体の開館時間に合わせた。2013年（平成25年）10月には西尾市の市制60周年記念事業として、特別展示『船頭重吉展』を行った。
西尾市はPFI方式による公共施設再配置を進めており、2017年（平成29年）9月からは工事のために長期休館に入った。館内の大規模な改修を行い、2018年（平成30年）4月にリニューアルオープンした。これまで図書館部分の開架は1階のみだったが、学習室があった2階も開架とした。1階には子供が寝そべって絵本を読める円形の閲覧スペースや、料理・健康・旅など生活に関する一般書を配置し、親子が一緒に過ごせる工夫を凝らした。リニューアルを機に指定管理者制度を導入した。

## 施設

### 図書館
- 1階 : 絵本と暮らしのフロア

1階は図書館のメインフロアであり、児童書と絵本を中心に配架している。また、子どもを連れた親が本を探しやすいように生活や育児に関する一般書や雑誌も配架している。絵本に囲まれた読み聞かせスペースがあり、フロア中央部は「五感ゾーン」となっている。
- 2階 : 郷土資料と知のフロア

2階には一般書に加えて、郷土資料・参考図書・ヤングアダルト・視聴覚コーナー・レファレンスカウンターなどがある。

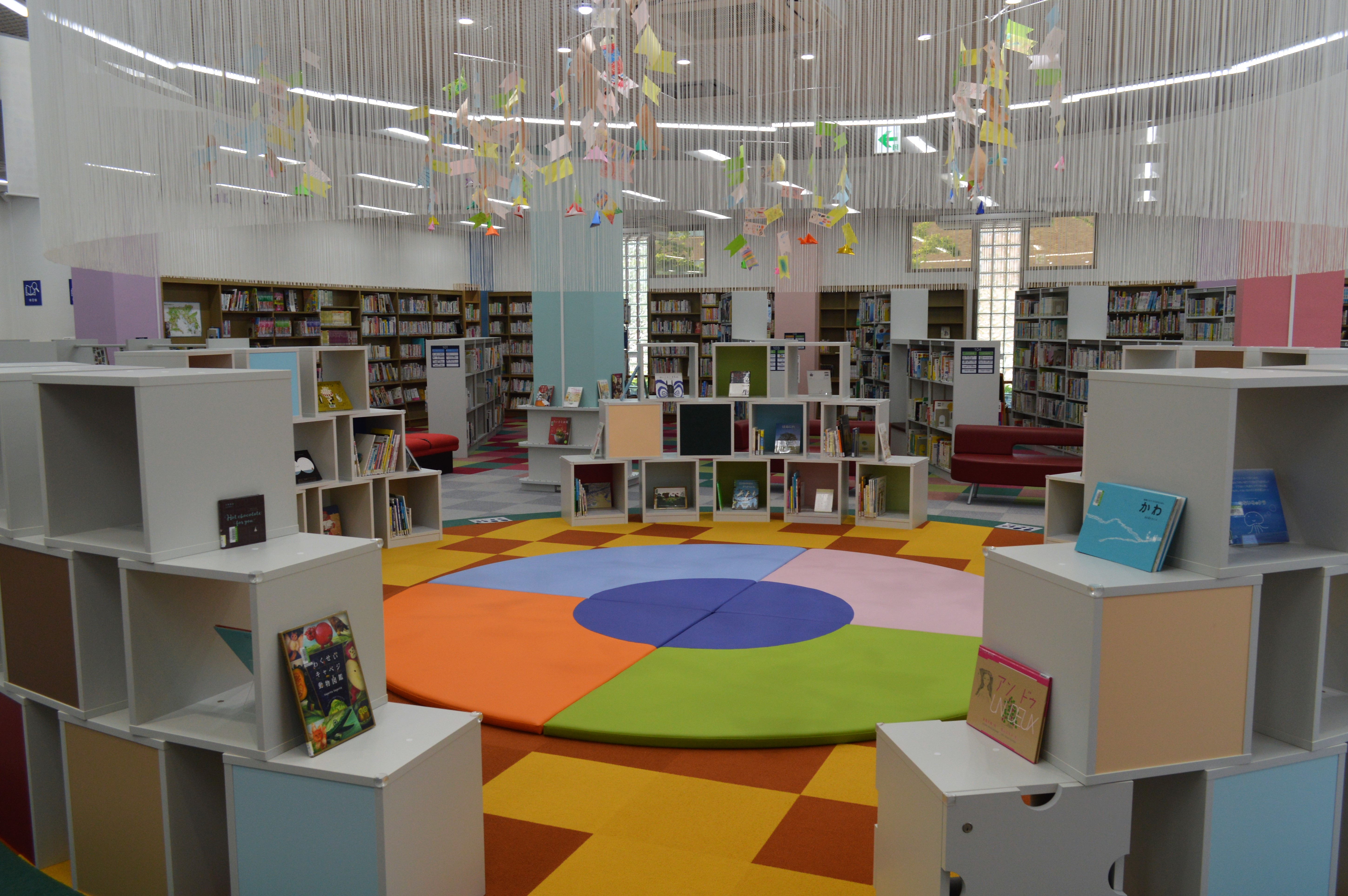
1階の「五感ゾーン」
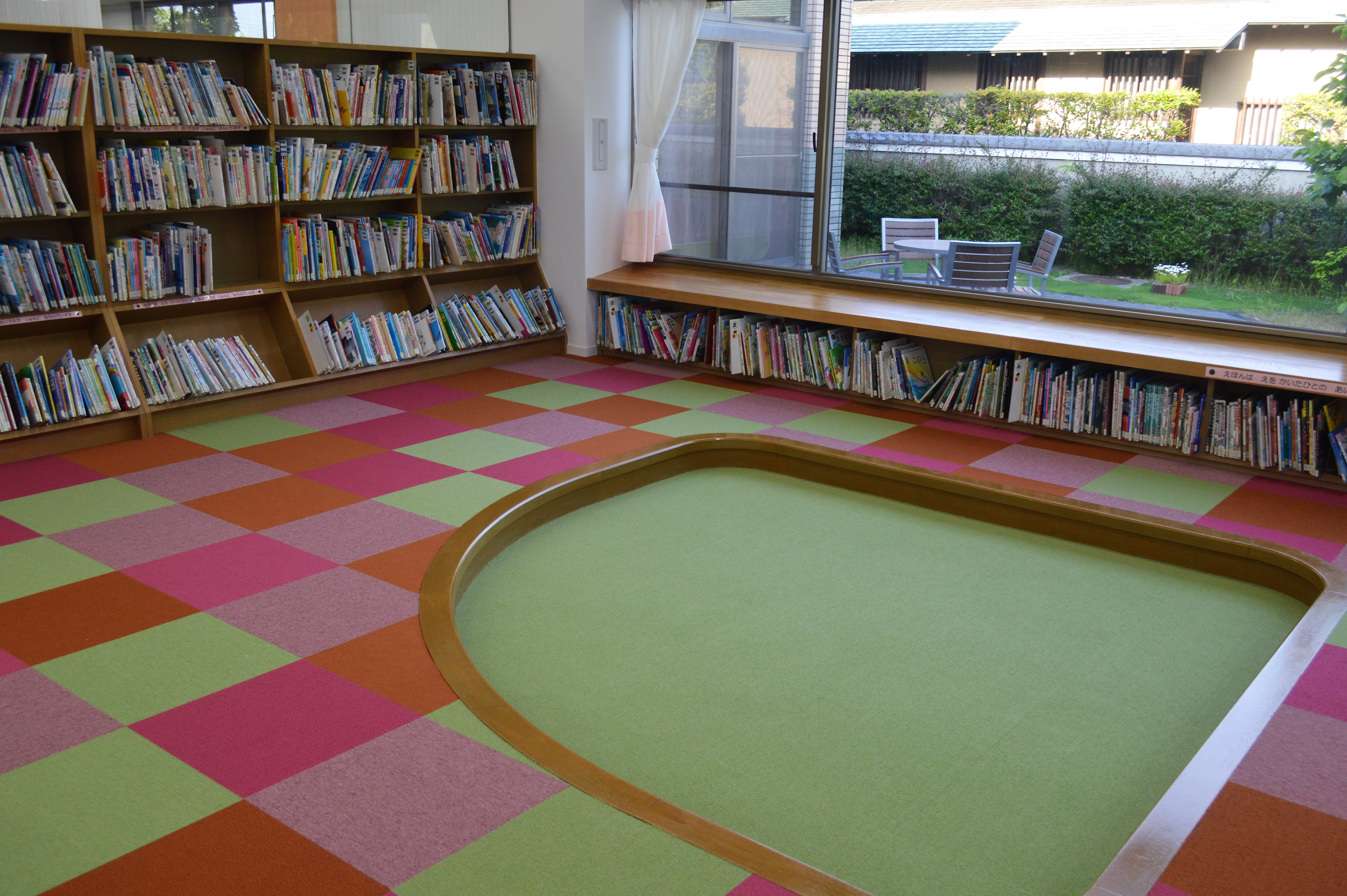
1階の読み聞かせスペース
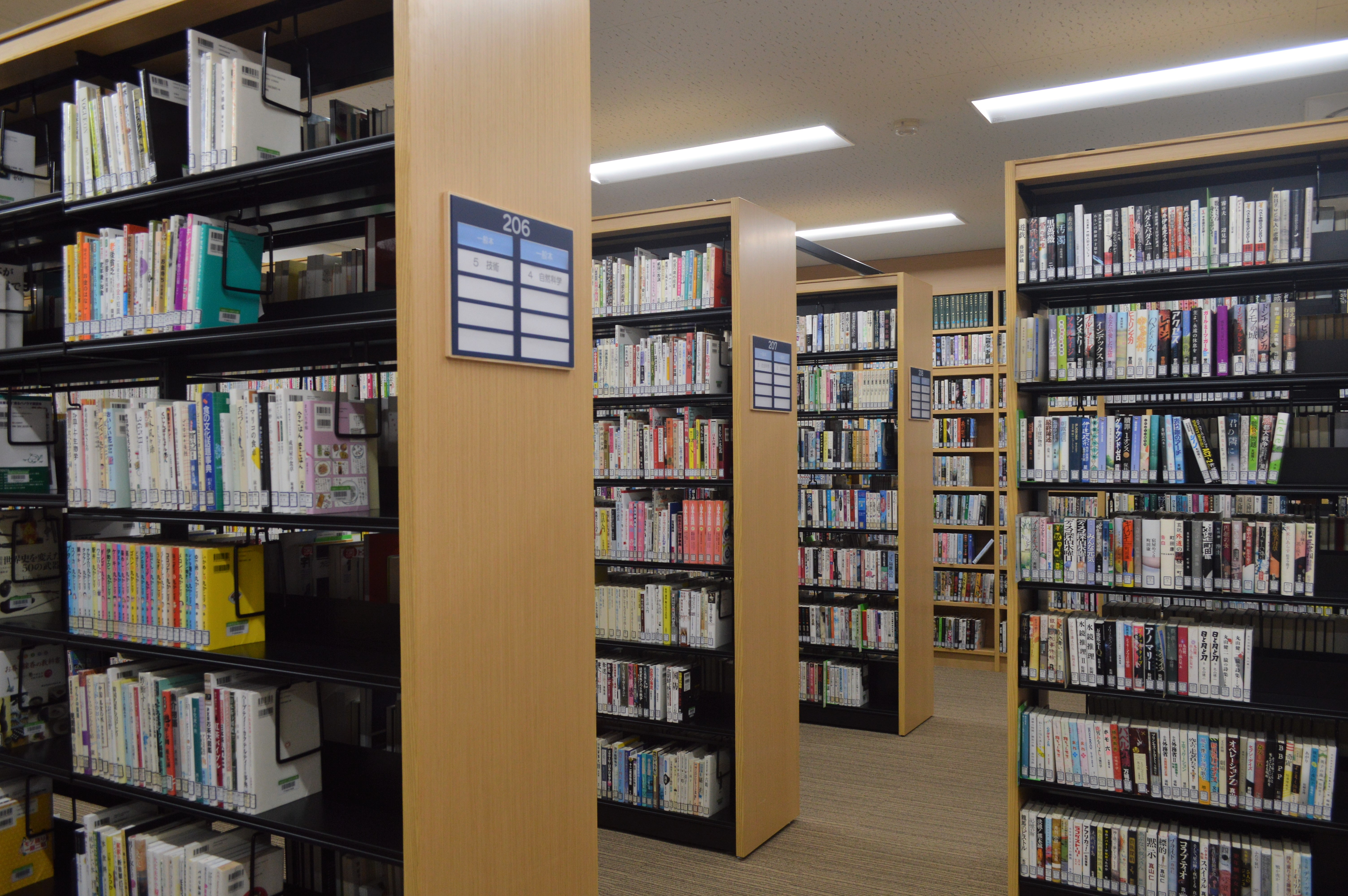
2階の一般書の書架
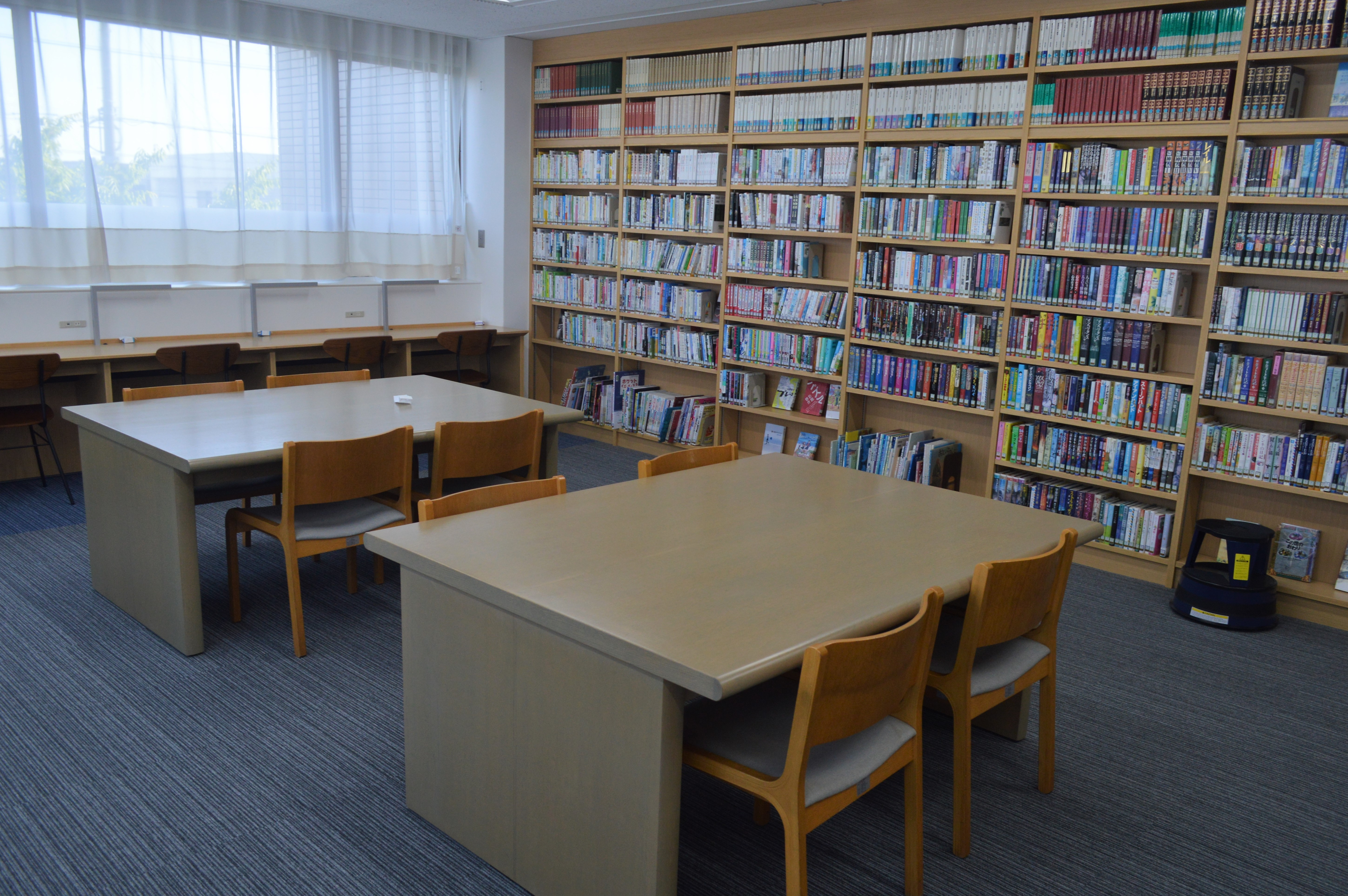
2階の閲覧席

### 展示館
展示館部分は3つのゾーンに分かれており、1階から3階までの3階層である。中央部は3階層分の吹き抜けとなっており、三河一色諏訪神社の三河一色大提灯まつりで用いられる直径5.6メートル×高さ10メートルの大提灯が常設展示されている。鳥羽神明社で開催される鳥羽の火祭りなどのゾーンもある。
- 「三河一色大提灯まつり」ゾーン
- 「鳥羽の火祭り」ゾーン
- 「にしおをつくってきた風土」ゾーン

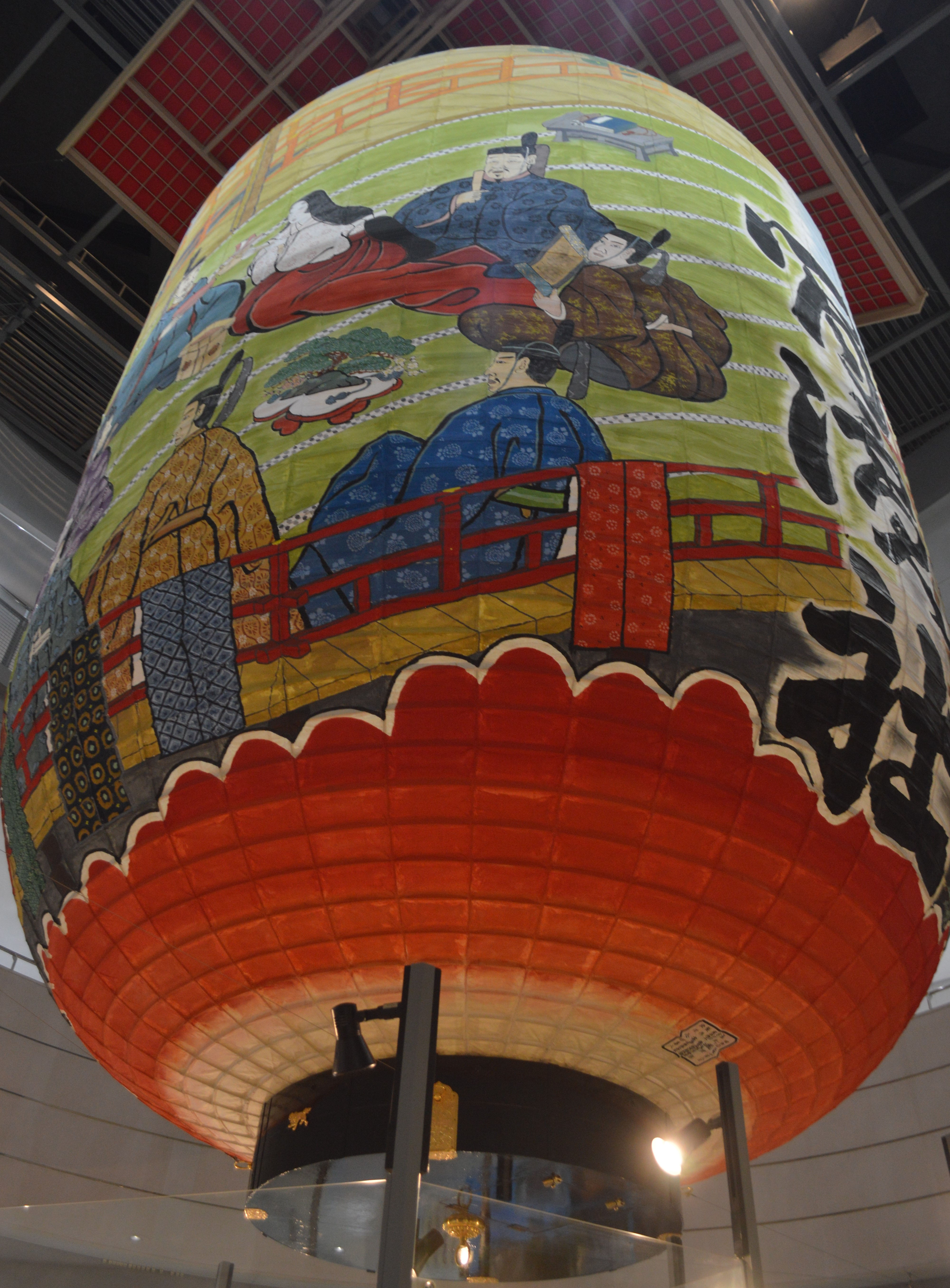
大提灯のレプリカ
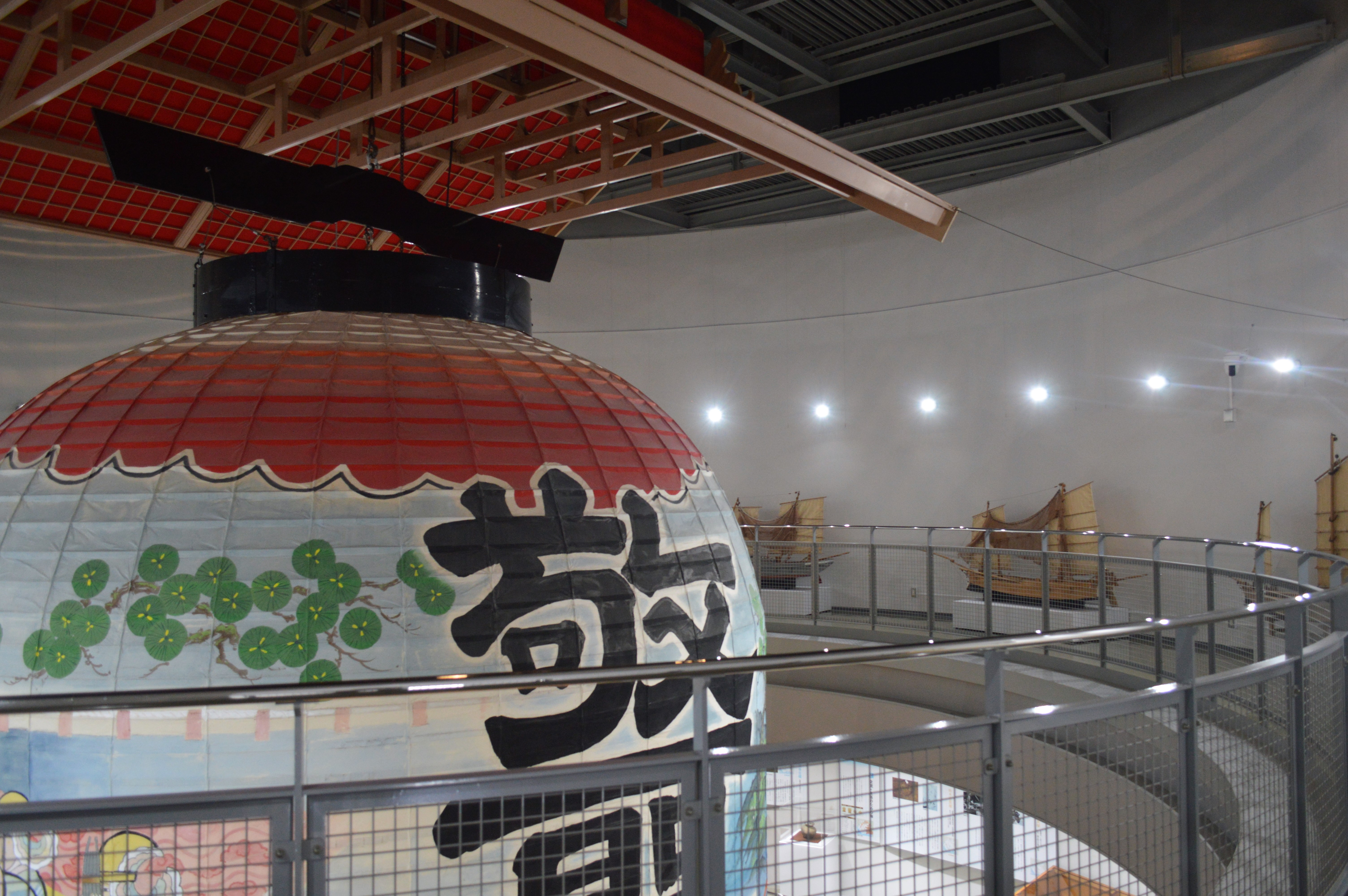
展示館3階
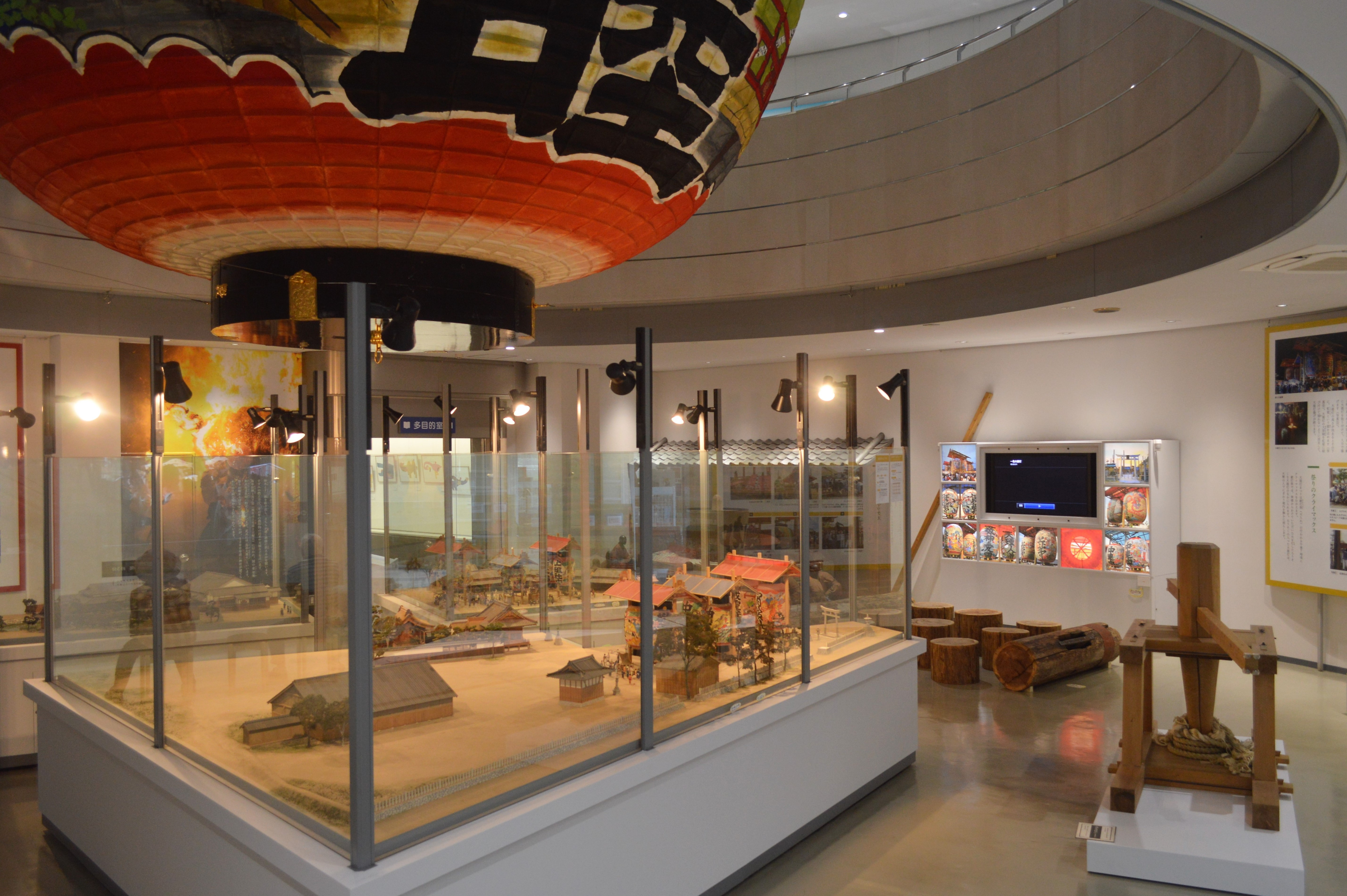
展示館1階
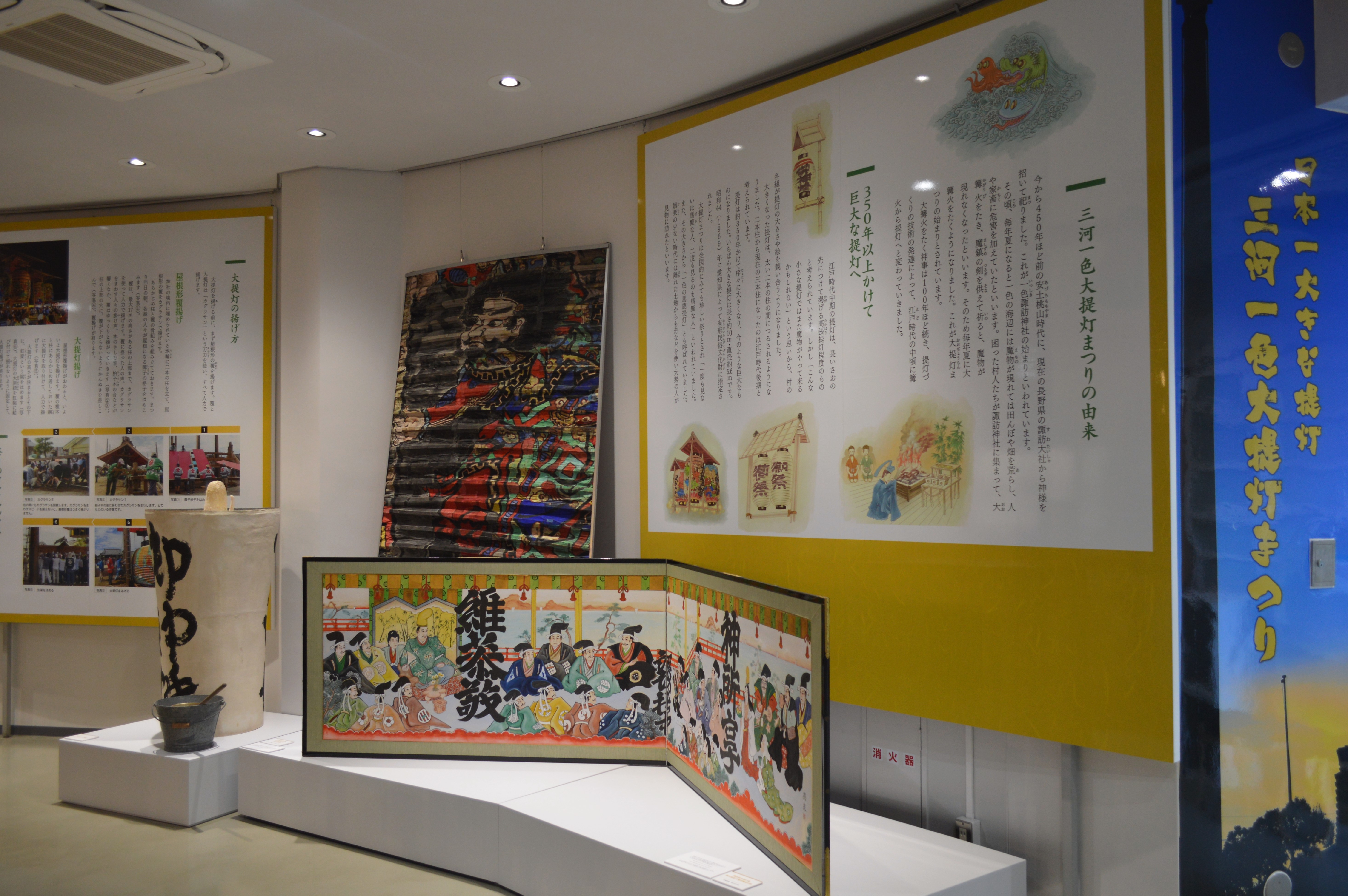
展示館1階

## 交通
交通手段はふれんどバス「一色町公民館東」バス停下車後徒歩3分。かつては名鉄三河線三河一色駅が最寄駅であり、学びの館から北東300メートルの場所に三河一色駅があった。2004年（平成16年）4月1日に三河一色駅を含む三河線の末端区間が廃止され、公共交通機関ではバスが唯一の交通手段となった。